# Anthopterus racemosus
Anthopterus racemosus är en ljungväxtart som beskrevs av William Jackson Hooker. Anthopterus racemosus ingår i släktet Anthopterus och familjen ljungväxter. Inga underarter finns listade i Catalogue of Life.